# 1976年全仏オープン
1976年 全仏オープン（1976ねんぜんふつオープン、Internationaux de France de Roland-Garros 1976）は、フランス・パリにある「ローランギャロス・スタジアム」にて、1976年5月31日から6月13日にかけて開催された。

## 大会の流れ
- 男子シングルスは「128名」の選手による7回戦制で、女子シングルスは「64名」の選手による6回戦制で行われた。男女とも「1回戦不戦勝」（抽選表では“Bye”と表示）はない。
- シード選手は男子16名、女子8名。男女とも変則的なドローシート（抽選表）を組み、男子は第3シード2名・第5シード4名・第9シード8名を割り当て、女子は第3シード2名・第5シード4名を割り当てた。

## シード選手

### 男子シングルス
- 1. 　ビョルン・ボルグ　（ベスト8）
- 2. 　ギリェルモ・ビラス　（ベスト8）
- 3. 　マニュエル・オランテス　（ベスト8）　［第3シードが2名］
- 3. 　アーサー・アッシュ　（4回戦）
- 5. 　アドリアーノ・パナッタ　（初優勝）　［第5シードが4名］
- 5. 　ハロルド・ソロモン　（準優勝）
- 5. 　エディ・ディッブス　（ベスト4）
- 5. 　ラウル・ラミレス　（ベスト4）
- 9. 　コラド・バラツッティ　（4回戦）　［第9シードが7名］
- 9. 　ブライアン・ゴットフリート　（4回戦）
- 9. 　ヴォイチェフ・フィバク　（4回戦）
- 9. 　ハイメ・フィヨル　（4回戦）
- 9. 　フランソワ・ジョフレー　（4回戦、途中棄権）
- 9. 　ヤン・コデシュ　（3回戦）
- 9. 　ジョン・ニューカム　（1回戦）

### 女子シングルス
- 1. 　スー・バーカー　（初優勝）
- 2. 　ヘルガ・マストホフ　（ベスト8）
- 3. 　マリタ・レドンド　（3回戦）
- 3. 　ミマ・ヤウソベッツ　（2回戦）
- 5. 　ゲイル・シェリフ　（2回戦）
- 5. 　リンキー・ボショフ　（2回戦）
- 5. 　フィオレラ・ボニセジ　（2回戦）
- 5. 　レスリー・ハント　（1回戦）

## 大会経過

### 男子シングルス
準々決勝
- アドリアーノ・パナッタ vs.  ビョルン・ボルグ　6-3, 6-3, 2-6, 7-6
- エディ・ディッブス vs.  マニュエル・オランテス　6-3, 3-6, 6-3, 6-3
- ラウル・ラミレス vs.  バラージュ・タロツィ　4-6, 7-6, 2-6, 6-1, 7-5
- ハロルド・ソロモン vs.  ギリェルモ・ビラス　6-1, 0-6, 7-6, 6-1

準決勝
- アドリアーノ・パナッタ vs.  エディ・ディッブス　6-3, 6-2, 6-4
- ハロルド・ソロモン vs.  ラウル・ラミレス　6-7, 6-0, 4-6, 6-4, 6-4

### 女子シングルス
準々決勝
- スー・バーカー vs.  レジナ・マルシコワ　4-6, 6-2, 8-6
- バージニア・ルジッチ vs.  ミロスラヴァ・ホルボワ　6-1, 6-3
- フロレンツァ・ミハイ vs.  キャシー・クイケンドール　6-2, 0-6, 6-1
- レナータ・トマノワ vs.  ヘルガ・マストホフ　6-2, 6-4

準決勝
- スー・バーカー vs.  バージニア・ルジッチ　6-3, 1-6, 6-2
- レナータ・トマノワ vs.  フロレンツァ・ミハイ　7-5, 7-6

## 決勝戦の結果
- 男子シングルス： アドリアーノ・パナッタ vs.  ハロルド・ソロモン　6-1, 6-4, 4-6, 7-6
- 女子シングルス： スー・バーカー vs.  レナータ・トマノワ　6-2, 0-6, 6-2
- 男子ダブルス： シャーウッド・スチュワート＆ フレッド・マクネアー vs.  ブライアン・ゴットフリート＆ ラウル・ラミレス　7-6, 6-3, 6-1
- 女子ダブルス： フィオレラ・ボニセジ＆ ゲイル・シェリフ vs.  キャスリーン・ハーター＆ ヘルガ・マストホフ　6-4, 1-6, 6-3
- 混合ダブルス： キム・ウォーウィック＆ イラナ・クロス vs.  コリン・ダウデスウェル＆ リンキー・ボショフ　5-7, 7-6, 6-2

## みどころ
- 男子シングルス優勝者のアドリアーノ・パナッタは、イタリア人のテニス選手として2人目の4大大会シングルス優勝者になった。当地の選手としては、1959年と1960年の全仏選手権（当時の名称）で2連覇を達成したニコラ・ピエトランジェリ以来16年ぶりの偉業であった。
- 女子シングルス優勝者のスー・バーカーは、全仏オープンにおける現時点最後のイギリス人優勝者である。